# Leutersdorf, Sachsen
Leutersdorf är en kommun och ort i Landkreis Görlitz i förbundslandet Sachsen i Tyskland. Kommunen har cirka 3 400 invånare.